# 192
El año 192 (CXCII) fue un año bisiesto comenzado en sábado del calendario juliano, en vigor en aquella fecha.
En el Imperio romano, el año fue nombrado el del consulado de Aurelio y Pertinax, o, menos frecuentemente, como el 945 ab Urbe condita, siendo su denominación como 192 a principios de la Edad Media, al establecerse el anno Domini.

## Acontecimientos

### Imperio romano
- El emperador Cómodo comparte el consulado con el que será su sucesor, Pertinax.
- 31 de diciembre: asesinato de Cómodo y ascenso de Pertinax como emperador del Imperio romano. El fin de su gobierno (tras la muerte de Marco Aurelio en el 180) suele ser señalado como el fin de la Pax Romana.

### Asia
- Cao Cao sucede en el poder militar chino a Dong Zhuo, tras la batalla en la puerta de Hu Lao
- En el sur de Vietnam, se establece el Reino de Champa, el cual sobrevivirá hasta el año 1832.[1]

## Nacimientos
- Gordiano II, emperador romano.

## Fallecimientos
- 31 de diciembre: Cómodo, emperador romano.
- 22 de mayo:[2] Dong Zhuo, poderoso señor de guerra chino, es asesinado por uno de sus hombres, Lü Bu.
- Zhang Zhi, calígrafo chino.